# Ratufa indica

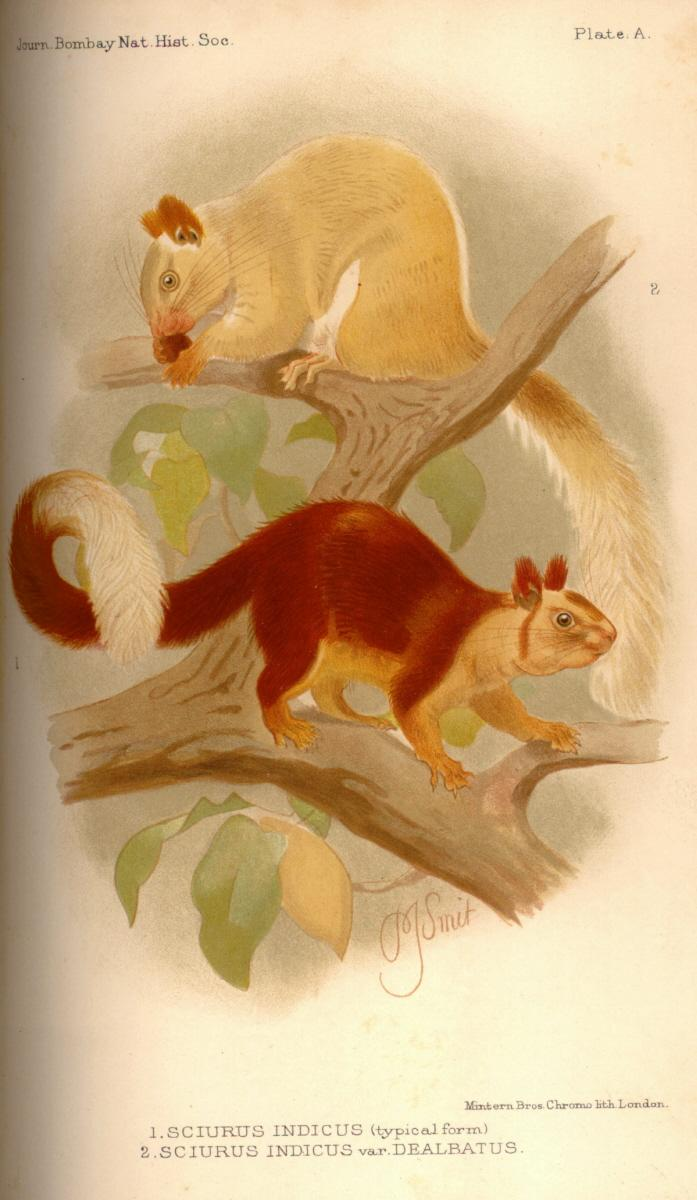
R. i. dealbata (sopra) e R. i. indica (sotto).

Lo scoiattolo gigante indiano (Ratufa indica Erxleben, 1777) è un grosso scoiattolo arboricolo del genere Ratufa originario dell'India.

## Tassonomia
Attualmente, gli studiosi riconoscono quattro sottospecie di scoiattolo gigante indiano:
- R. i. indica Erxleben, 1777 (India occidentale);
- R. i. centralis Ryley, 1913 (India centrale e orientale);
- R. i. dealbata Blanford, 1897 (Gujarat);
- R. i. maxima Schreber, 1784 (India meridionale).

## Descrizione
R. indica presenta un caratteristico mantello bicolore (e talvolta tricolore). A seconda della sottospecie, i colori coinvolti sono il beige-crema, il camoscio, il tan, il ruggine, il marrone, o perfino il marrone foca scuro: R. i. indica è marrone scuro, tan e beige; R. i. centralis ruggine e camoscio; R. i. dealbata camoscio e tan, e R. i. maxima marrone foca, tan e camoscio. Le regioni inferiori e le zampe anteriori sono solitamente color crema, e la testa può essere marrone o beige; tuttavia, tra le orecchie è sempre presente una caratteristica macchia bianca. Negli adulti il corpo misura circa 36 cm e la coda circa 61 cm; il peso si aggira sui 2 kg.

## Distribuzione e habitat
La specie è endemica delle foreste decidue, miste e sempreverdi umide dell'India peninsulare, dai monti Satpura (Madhya Pradesh; circa 22° N), a nord, fino all'estremità meridionale del Paese.
All'interno di questa vasta area lo scoiattolo gigante indiano occupa sacche isolate piuttosto distanziate tra loro, il che ha portato alla nascita di varie sottospecie. Esse si differenziano sia per la colorazione che per la distribuzione geografica, e sono talmente diverse tra loro che alcuni studiosi vorrebbero addirittura classificarle come specie separate.

## Biologia
Lo scoiattolo gigante indiano è una creatura che abita la volta della foresta, e che solo raramente scende dagli alberi sui quali dimora; per costruire il nido predilige alberi alti estremamente ramificati. Si sposta da un albero all'altro effettuando salti anche di 6 m. Quando si sente minacciato, invece di fuggire via, spesso rimane immobile o si appiattisce contro il tronco. I suoi predatori principali sono gli uccelli da preda e il leopardo. R. indica è attivo perlopiù nelle prime ore del mattino e di sera, e trascorre le ore centrali della giornata riposando. È un animale molto timido e schivo e non è facile individuarlo.
Lo scoiattolo gigante indiano vive da solo o in coppia. Edifica grandi nidi globulari fatti di rametti e foglie, posizionandoli sui rami più sottili, dove i predatori più grandi non possono arrivare. Nelle foreste decidue, durante la stagione secca, questi nidi possono raggiungere dimensioni considerevoli. Ciascun esemplare può costruire più nidi in una piccola area della foresta; quasi tutti vengono utilizzati come rifugio e solo uno viene dedicato all'allevamento dei piccoli.
Non conosciamo granché delle abitudini riproduttive di questo animale, ma in cattività in una specie simile, lo scoiattolo gigante nero, si sono registrate nascite in marzo, aprile, settembre e dicembre. Alla nascita i piccoli pesano 74,5 g e misurano 27,3 cm di lunghezza. Nella regione di Kanara (Karnataka), una femmina è stata vista con i piccoli in marzo.

## Conservazione
La specie è ancora molto diffusa, ma la deforestazione ha ridotto notevolmente il suo areale. Particolarmente critica è la situazione della sottospecie R. i. dealbata, endemica del distretto di Dang (Gujarat): non viene più avvistata dagli anni '40 ed è quasi sicuramente scomparsa. Anche la caccia a scopo alimentare costituisce un serio fattore di minaccia per questo animale, soprattutto nella regione dei Ghati orientali.
Allo scopo di proteggere la specie, nel 1984 venne istituito il Santuario Naturale di Bhimashankar, situato nel distretto di Pune (Maharashtra). Quest'area protetta, vasta 130 km², sorge sui monti Sahyadri, nella parte settentrionale dei Ghati occidentali.